# (4224) Susa
(4224) Susa es un asteroide perteneciente al cinturón de asteroides, descubierto el 19 de mayo de 1988 por Eleanor F. Helin desde el Observatorio del Monte Palomar, Estados Unidos.

## Designación y nombre
Designado provisionalmente como 1988 KG. Fue nombrado Susa en homenaje a “Susan” y “Sarah Hicks”, hijas de “Bill” y “Nancy Hicks”, amigos de la descubridora.